# Petalomonadaceae
Petalomonadaceae is een familie in de taxonomische indeling van de Euglenozoa. Deze micro-organismen zijn eencellig en meestal rond de 15-40 mm groot.